# 扎維耶阿比迪耶
33°08′15″N 6°04′56″E / 33.13750°N 6.08222°E
扎維耶阿比迪耶（阿拉伯语：‎），是阿爾及利亞的城鎮，位於該國東部瓦爾格拉省，由圖古爾特區負責管轄，面積30平方公里，2008年人口19,993，人口密度每平方公里666人。